# 錫弗吉冰川
81°57′S 159°23′E / 81.950°S 159.383°E
錫弗吉冰川（英語：Sivjee Glacier）是南極洲的冰川，位於奧次地，屬於邱吉爾山脈的一部分，長18公里，最終在霍斯金斯山以南注入斯塔肖特冰川，現時由南極條約體系管理。